# Eduard Wüst

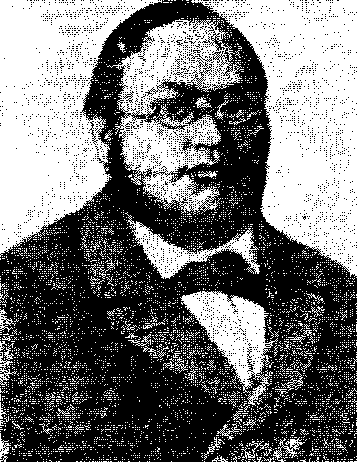
Eduard Wüst

Eduard Wüst (* 23. Februar 1818 in Murrhardt; † 13. Juli 1859 in Neuhoffnung an der Wolga) war ein evangelisch-lutherischer Theologe und Mitbegründer des russlanddeutschen Pietismus.

## Leben und Wirken
Wüst wurde 1818 in Murrhardt im Schwäbischen Wald als Sohn eines Bäckers geboren. Nach dem Studium der evangelischen Theologie in Tübingen arbeitete Wüst unter anderem in Neuenkirchen und in Rietenau bei Backnang als Vikar. In Rietenau traf Wüst erstmals auf den Radikalen Pietismus und die Ideen von Johann Michael Hahn. Wüst übernahm dessen Theologie und begann offen pietistisch zu predigen, was jedoch unmittelbar zur Entlassung aus der evangelischen Landeskirche führte. Wüst wandte sich in den folgenden Monaten nun stärker pietistischen Zirkeln in Stuttgart zu. Auf Vermittlung der Evangelischen Brüdergemeinde Korntal wurde Wüst im Jahr 1845 schließlich in die russland-deutschen Siedlungen am Asowschen Meer berufen, um die dort neu entstandenen lutherischen Gemeinden zu betreuen. Unter seinem Einfluss bildeten sich unter den in der Ukraine siedelnden Deutschen bald erste separatistische pietistische Zirkel. Auf sein Wirken gehen auch die 1860 in mennonitischen Siedlungen in der Ukraine gegründeten Mennonitischen Brüdergemeinden zurück. 
Inhaltlich stand Wüst unter anderem für die Ablehnung fester kirchlicher Strukturen und kirchlicher Zeremonien, für die Forderung nach stärkerer Adaption biblischer Lebensformen und einer stärkeren Betonung privater Andachten. Auch engagierte sich Wüst gegen den weit verbreiteten Alkoholismus. Die von Wüst entwickelte Variante des kirchlichen Separatismus entwickelte später zum Teil starke charismatische Tendenzen. 